# 岡本好古
岡本 好古（おかもと よしふる、1931年11月3日 - 2018年1月7日）は、日本の小説家。京都市生まれ、同志社大学文学部中退。
1971年機械と人間を主題とした『空母プロメテウス』で小説現代新人賞を受賞。同作で直木賞候補。以来、戦争小説、歴史小説を書き継ぎ多くの作品を発表する。日本ペンクラブ、日本文芸家協会、日本推理作家協会、各会員。
2018年1月7日、虚血性心不全のため、京都市の自宅で死去。86歳没。

## 著書
- 『空母プロメテウス』講談社 1972年 のち文庫
- 『巨船 SOS!タイタニック号』講談社 1973年 のち文庫
- 『仰ぎ見れば蒼い空』集英社 1975年
- 『移郷の人』講談社 1976年 『徐福渡来伝説 移郷の人』徳間文庫
- 『登竜門』角川書店 1976年 のち徳間文庫
- 『日本海海戦』新人物往来社 1976年 のち徳間文庫、学研M文庫
- 『悲将ロンメル』講談社 1976　のち徳間文庫
- 『ファントム・バルーン』集英社 1976年 のち徳間文庫
- 『歯に衣を着せず』酣燈社 1977年
- 『揚州の幻伎』講談社 1977年 のち徳間文庫
- 『草木の精』双葉社 1979年 のち文庫
- 『劫火の世紀』講談社 1979年
- 『蒼海の零戦』徳間書店 1979年 のち文庫
- 『兵器とは戦争とは 好古のミリタリー博物誌』光人社 1980年
- 『蒼空の鯱 戦争メカニックロマン』実業之日本社 Joy novels 1981年 『不沈戦艦』徳間文庫
- 『黄金郷 ピサロの生涯』集英社 1982年
- 『最後の艦隊 メカニック・ウォーノベル』トクマノベルス 1982年 のち徳間文庫
- 『大海戦 歴史スペクタクル』トクマノベルス 1982年
- 『名将の軍略に学ぶ「勝利」へのマネジメント 組織統率の秘密を探る!』PHP研究所 1982年 『歴史にみる「勝つリーダー、負けるリーダー」 何が明暗を分けるのか』PHP文庫
- 『指揮官魂 組織を率いる攻防の人間学』PHP研究所 1983年
- 『新名将言行録 生き方・死に方・考え方』PHP研究所 1983年
- 『東京大空襲 長篇ドキュメンタル・ノベル』トクマノベルス 1983年 のち文庫
- 『炎のタンカー 海洋パニック小説』講談社ノベルス 1986年
- 『ガンマン・ジム 壮烈!大西部の詩情』光風社出版 1987年
- 『遠い虹』徳間書店 1987年
- 『〈海鳴り〉提督小沢治三郎 最後の連合艦隊司令長官の生涯』光人社 1988年
- 『夢幻のはざま』文藝春秋 1990年 （織田信長）
- 『名将の戦略 その攻めと守りの危機管理とは』PHP研究所 1990
- 『漢の武帝』講談社 1992年 のちPHP文庫
- 『御所車 最後の将軍・足利義昭』文藝春秋 1993年
- 『青竜の門』新人物往来社 1993年 『則天武后と玄宗皇帝 大唐帝国の「光と影」』PHP文庫
- 『炎の提督山口多聞』徳間文庫 1993年
- 『危機の参謀学』徳間文庫 1994年
- 『背水の陣 悲将韓信の生涯』新人物往来社 1995年 『韓信 「国士無双」と謳われた天才武将』PHP文庫
- 『元の皇帝フビライ 大草原の虹』講談社 1997年
- 『戦艦長門の最期 戦争ロマン集』有楽出版社 Joy novels 2003年
- 『妖剣・蒼龍伝 中国怪奇譚』新人物往来社 2003年
- 『悪魔の小太陽 原爆投下にたずさわったアメリカ人技師の物語』原書房 2009年

### 共著
- 『中国の群雄 1 覇者への道』伊藤道治、江村治樹共著 講談社 1997年